# Ağaçören
Ağaçören est une ville et un district de la province d'Aksaray dans la région de l'Anatolie centrale en Turquie.

## Histoire
Elle contient des petits villages tels que Sofular, Kurtini, ou bien même Avsar, Kederli, Catalcesme.